# كاميرون غودمان
كاميرون غودمان (بالإنجليزية: Cameron Goodman)‏ هي ممثلة أمريكية، ولدت في 24 أغسطس 1984 في الولايات المتحدة.

## أعمال

### أفلام
- (2011) شاربي في مغامرة رائعة

## وصلات خارجية
- كاميرون غودمان على موقع IMDb (الإنجليزية)
- كاميرون غودمان على موقع قاعدة بيانات الفيلم (الإنجليزية)